# Église Sainte-Geneviève de Loqueffret
Pour les articles homonymes, voir Sainte-Geneviève.
L'église Sainte-Geneviève est une église située sur la commune de Loqueffret, construite à partir de la fin du XVe siècle. Le nom de l'église est en l'honneur de sainte Geneviève de Loqueffret, une sainte bretonne du Xe siècle. En forme de Tau, bâtie en granit, de style gothique, elle possède deux grandes entrées : son portail Ouest plein cintre et le porche Sud, aux niches intérieures comprenant autrefois les statues des douze apôtres. Son toit est en ardoise. Son clocher, plusieurs fois reconstruit, a été achevé dans sa forme actuelle en 1771, sa flèche en 1850.
Elle comprend une nef avec bas-côté de trois travées et un transept irrégulier, de deux travées au nord avec chapelle en aile, et d'une travée au sud avec également chapelle en aile, et un chevet droit. Elle se distingue par la qualité de son mobilier : maître autel du Rosaire du XVIIe siècle, surmonté d'un retable, niche à volets de la Sainte Trinité, triptyque du XVIe siècle et nombreuses statues.

## Historique

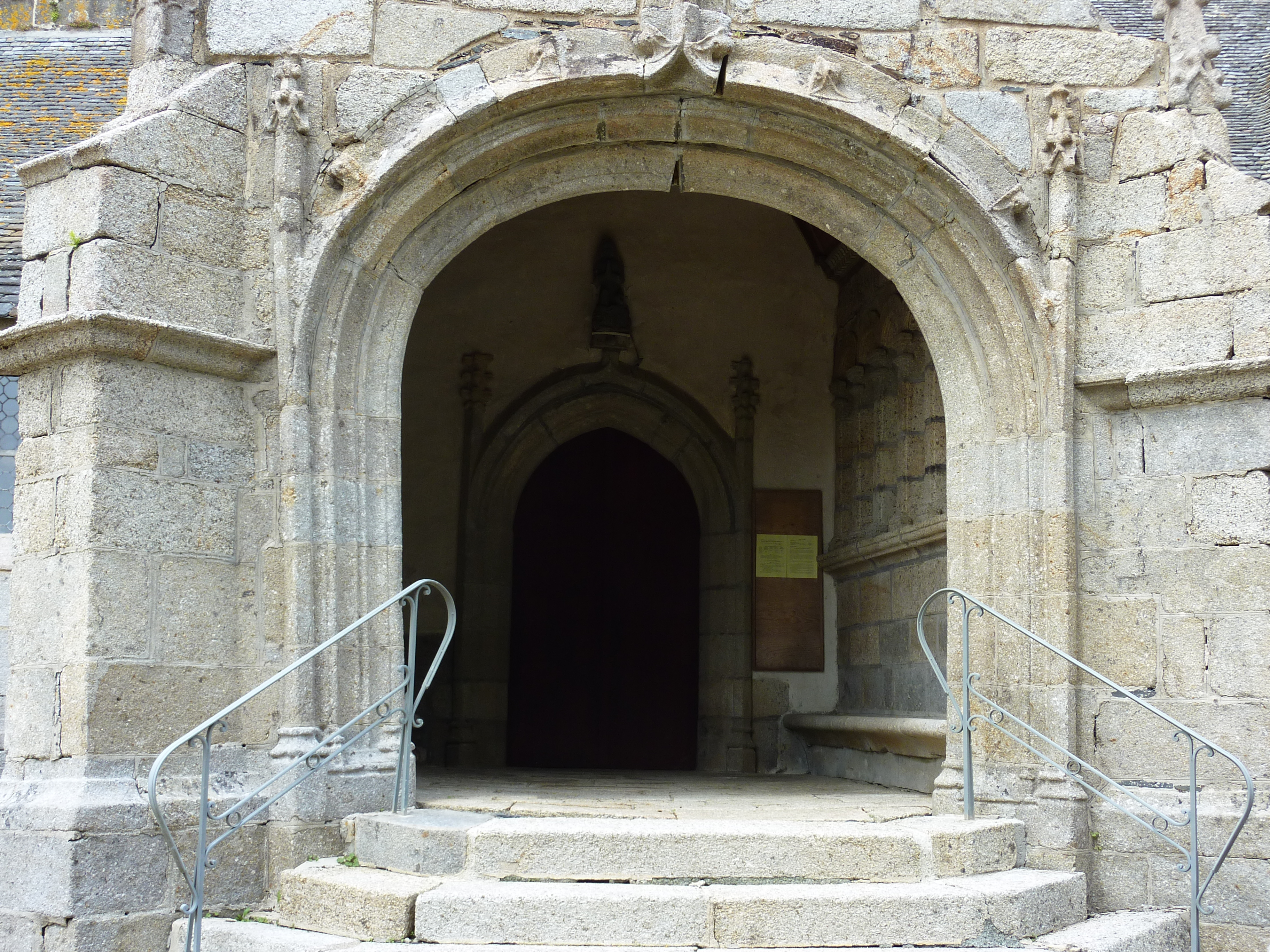
Le portail sud de l'église Sainte-Geneviève

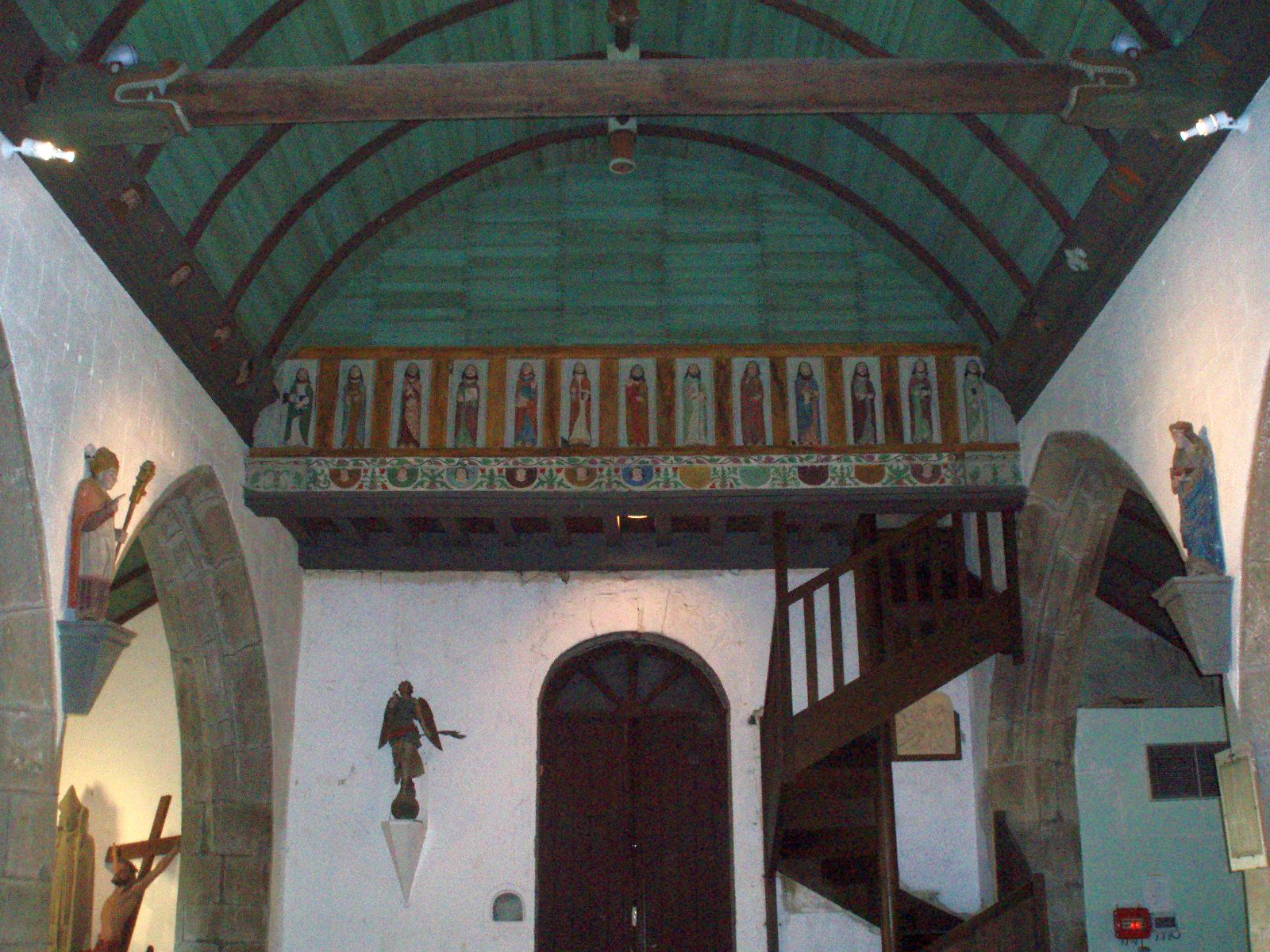
Le fond de la nef et son plafond coloré.

L'église Sainte-Geneviève est construite à partir du XVe siècle. Le calvaire date de la même époque. Le clocher, reconstruit, a été achevé dans sa forme actuelle en 1771, et la flèche du clocher, signée Joseph Bigot, date de 1850.
L'église et la croix de calvaire du cimetière sont classés au titre des monuments historiques en 1916.

### Niche à volets de la Sainte Trinité

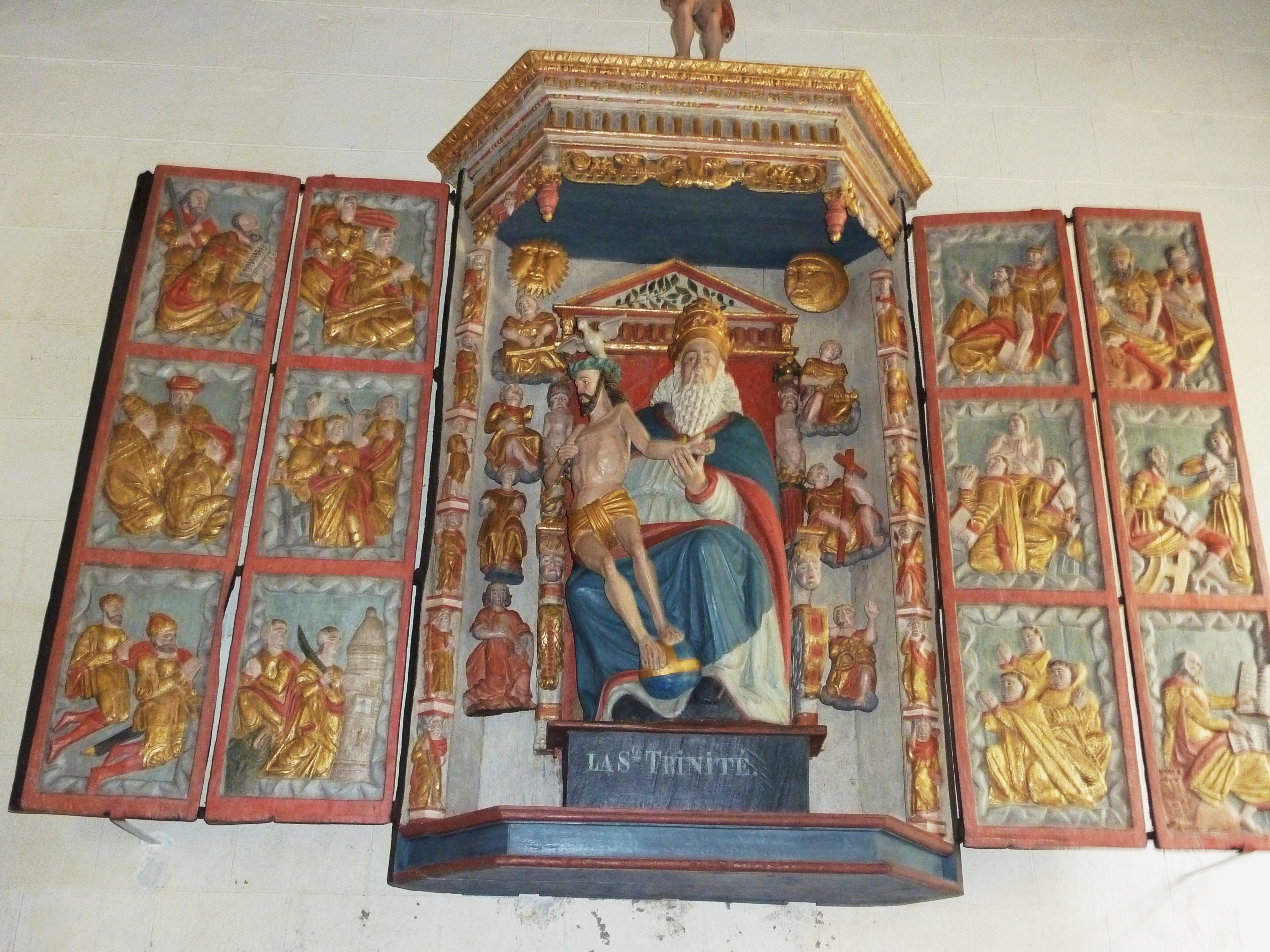
La niche à volet (retable de la Sainte Trinité)

## Mobilier

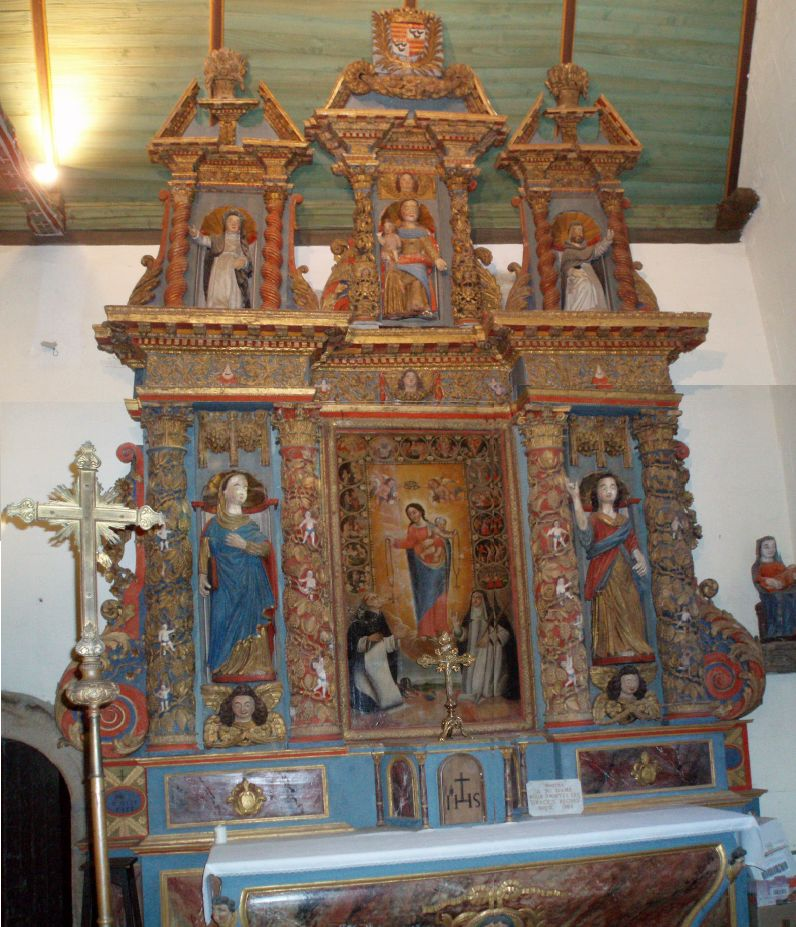
Le retable du Rosaire.

### Retable duRosaire
Retable du Rosaire.

### Statuaire
L'église abrite diverses statues : sainte Appoline, Sainte Anne, saint Yves, Vierge à l'Enfantemmailloté, Jésus, un Saint Nicolas en granit de kersanton réalisé au XVIIe siècle par Roland Doré de Landerneau.

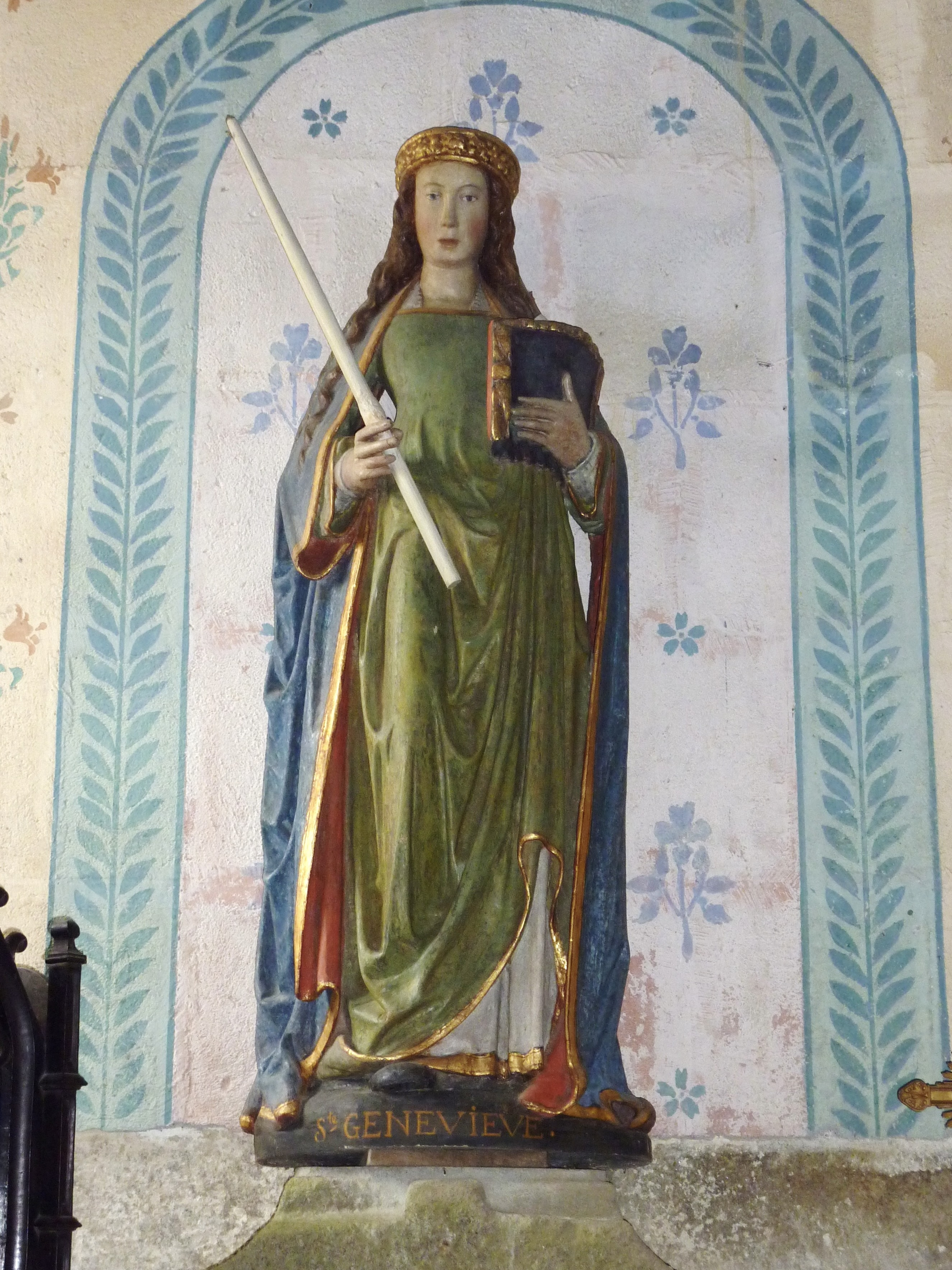
Statue de sainte Geneviève
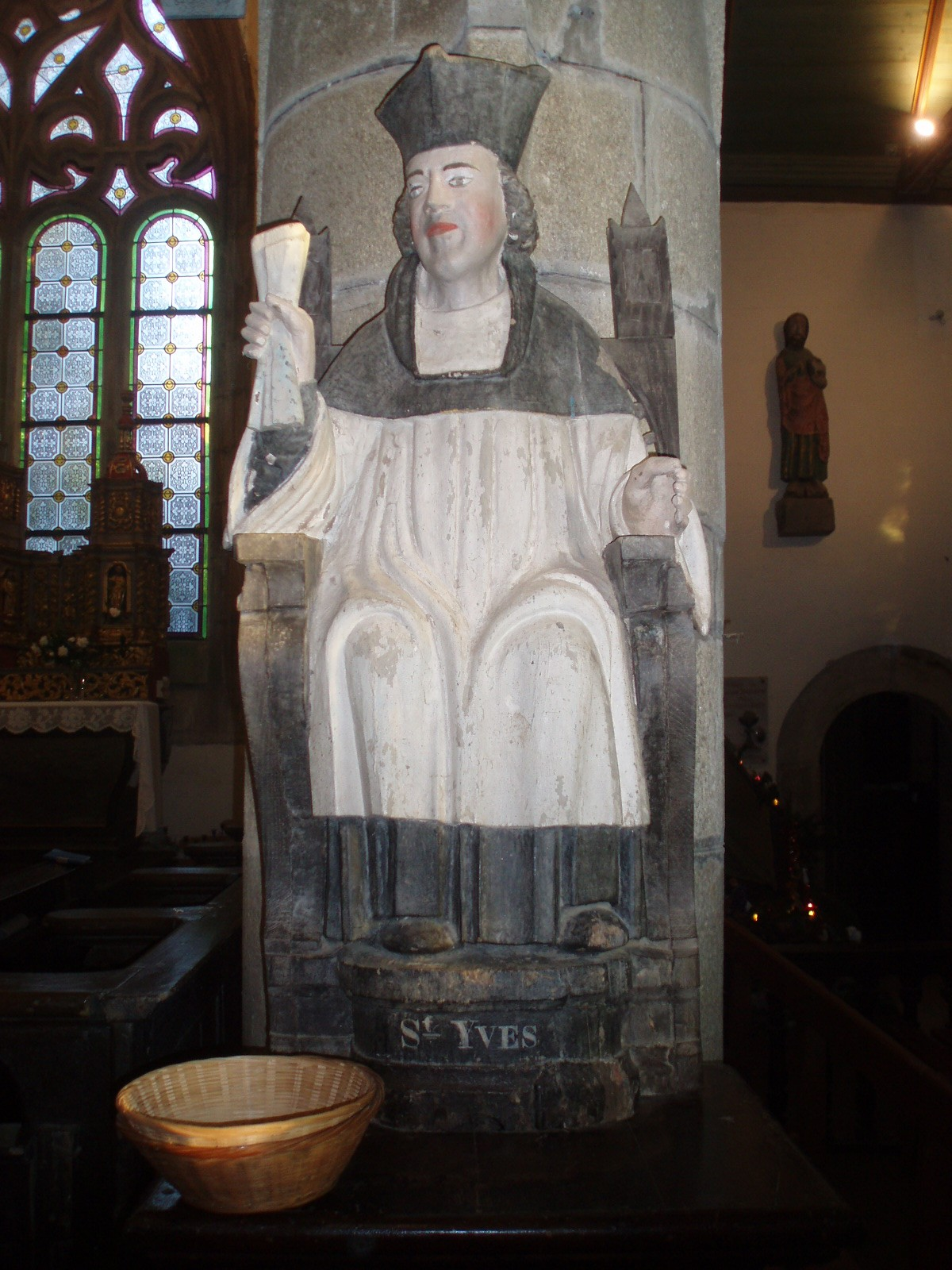
Statue de saint Yves
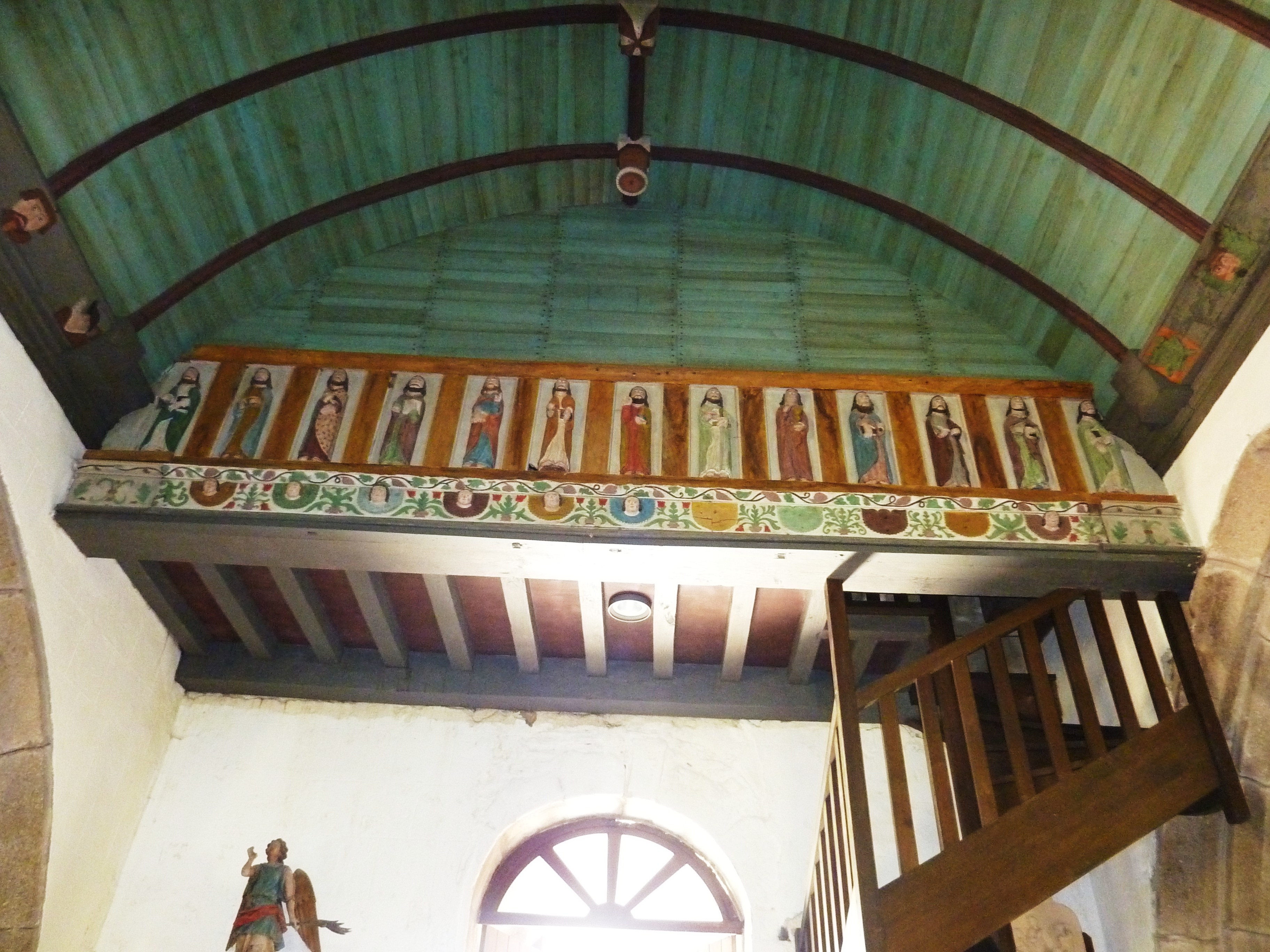
Poutre sculptée soutenant la tribune
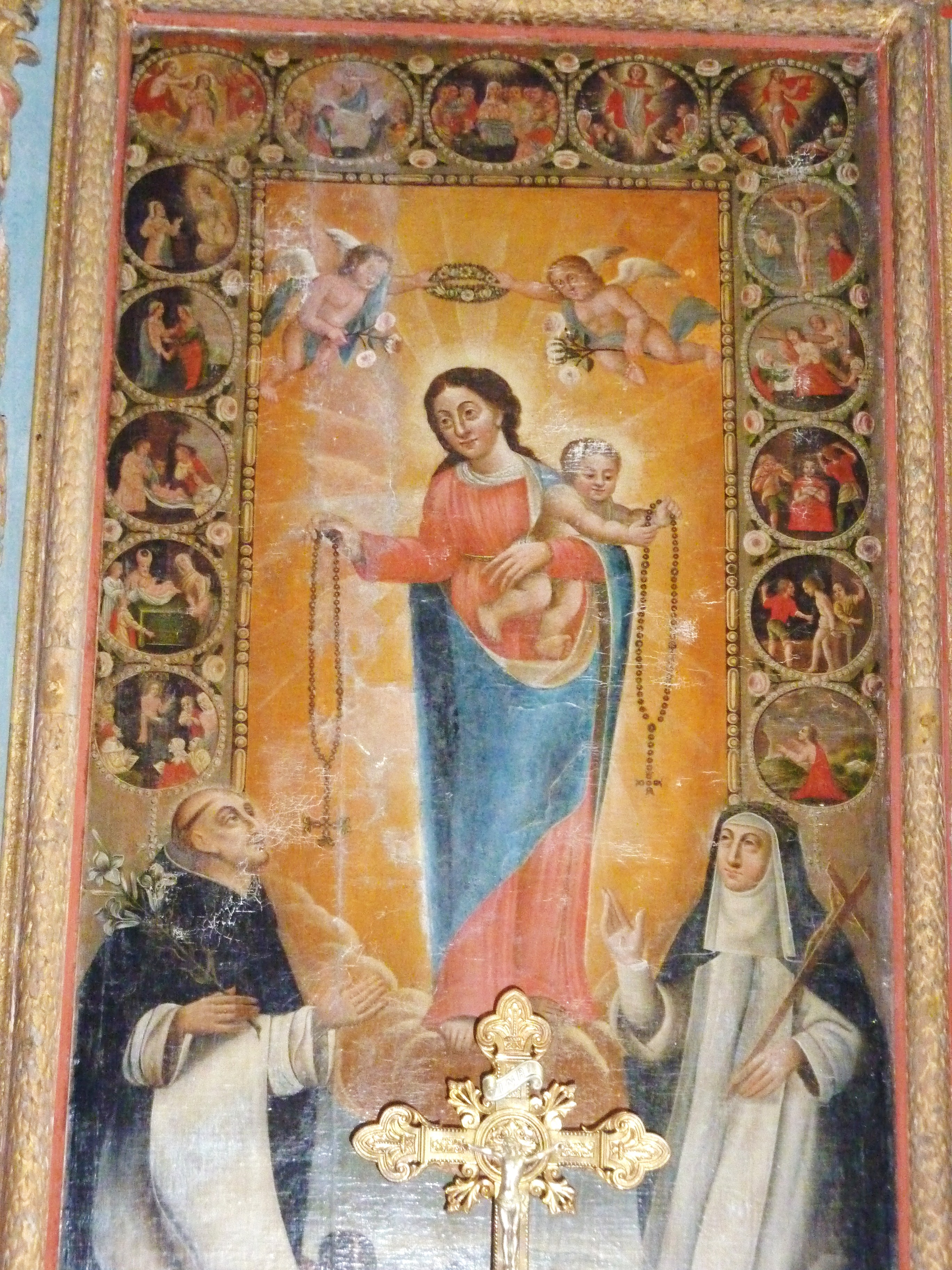
Panneau central du Retable du rosaire
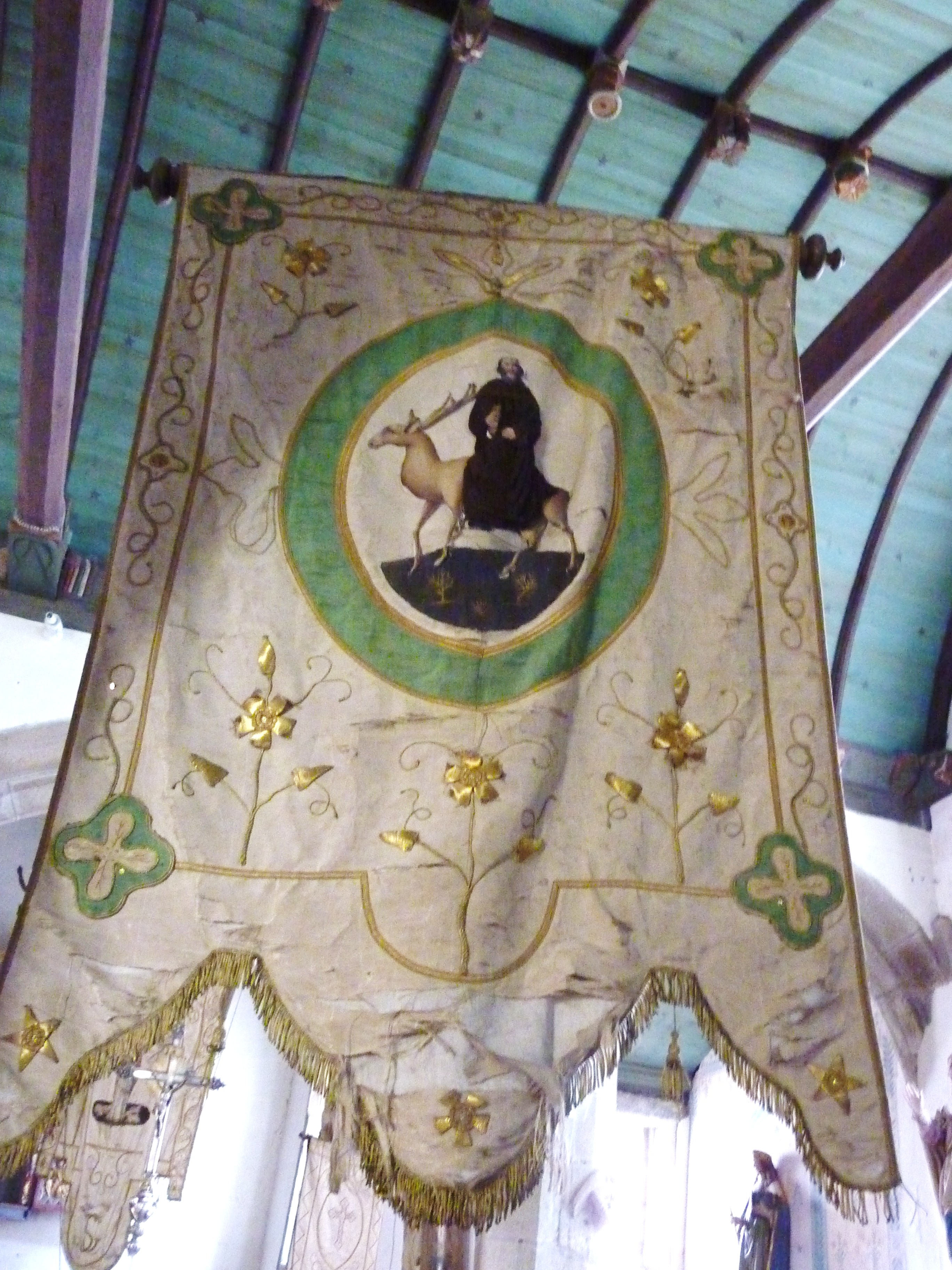
Bannière de procession de saint Edern
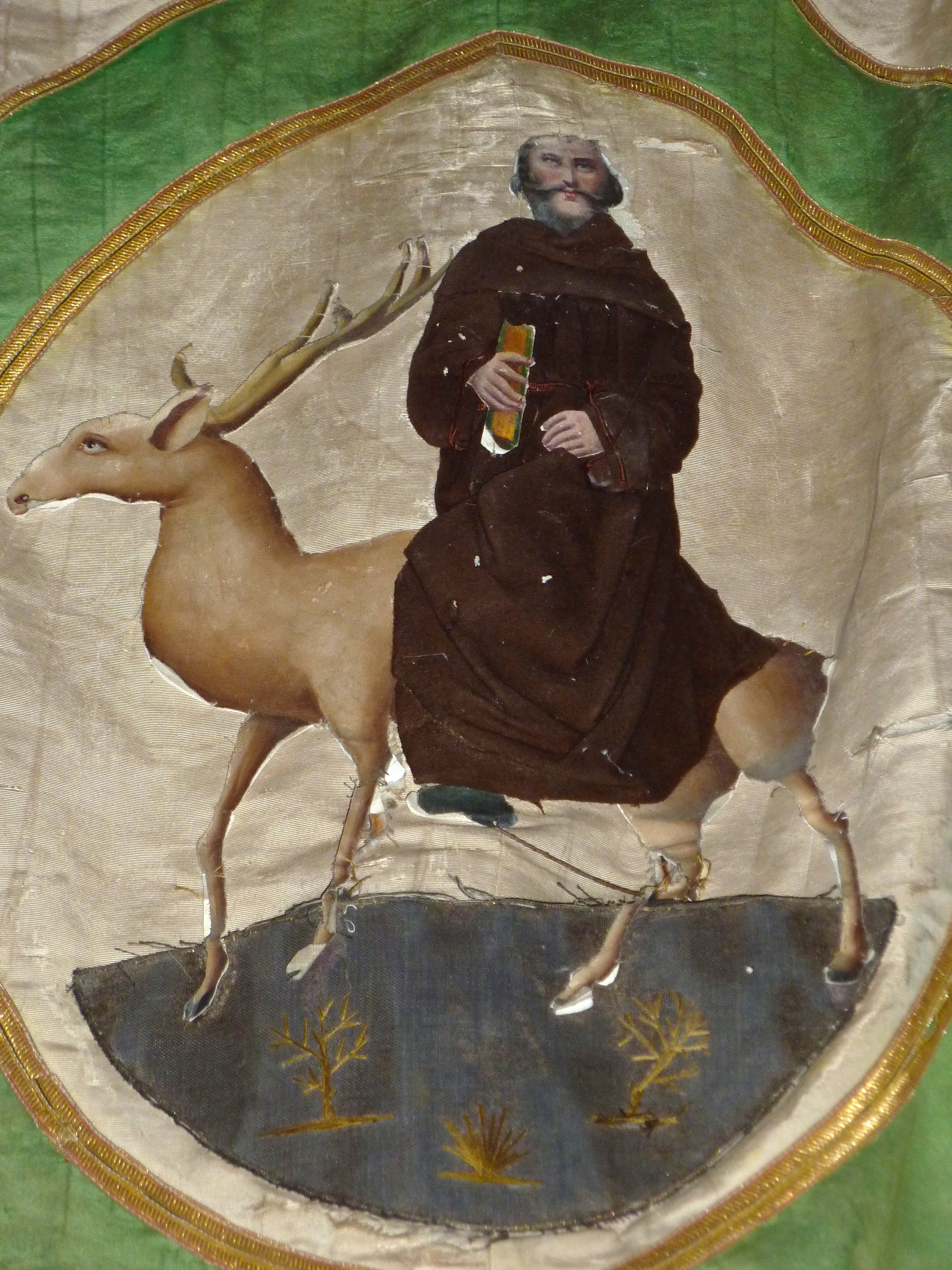
Saint Edern sur son cerf (détail de la bannière de procession)

### Cloche

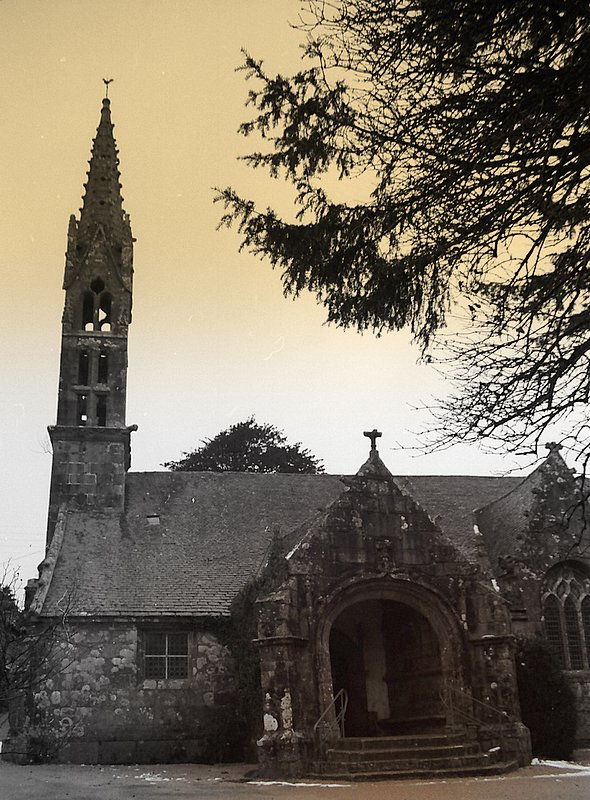
L'église à une date plus ancienne.

Sur une cloche se lit l’inscription suivante :
« L’an 1882, 
j’ai été bénite pour l’église de Loqueffret, 
par Mr Louis Adrien, Recteur de Commana, assisté de M.M. Pierre Kerydell, Curé de la paroisse et Jean Quillivéré, Vicaire.
J’ai été nommée :
Corentine Marguerite
Parrain : Corentin Derrien,
Marraine : Marguerite Menez.
Mr Jean Louis Tournel était Maire.
Bollée et ses fils, fondeurs au Mans »

## Calvaire

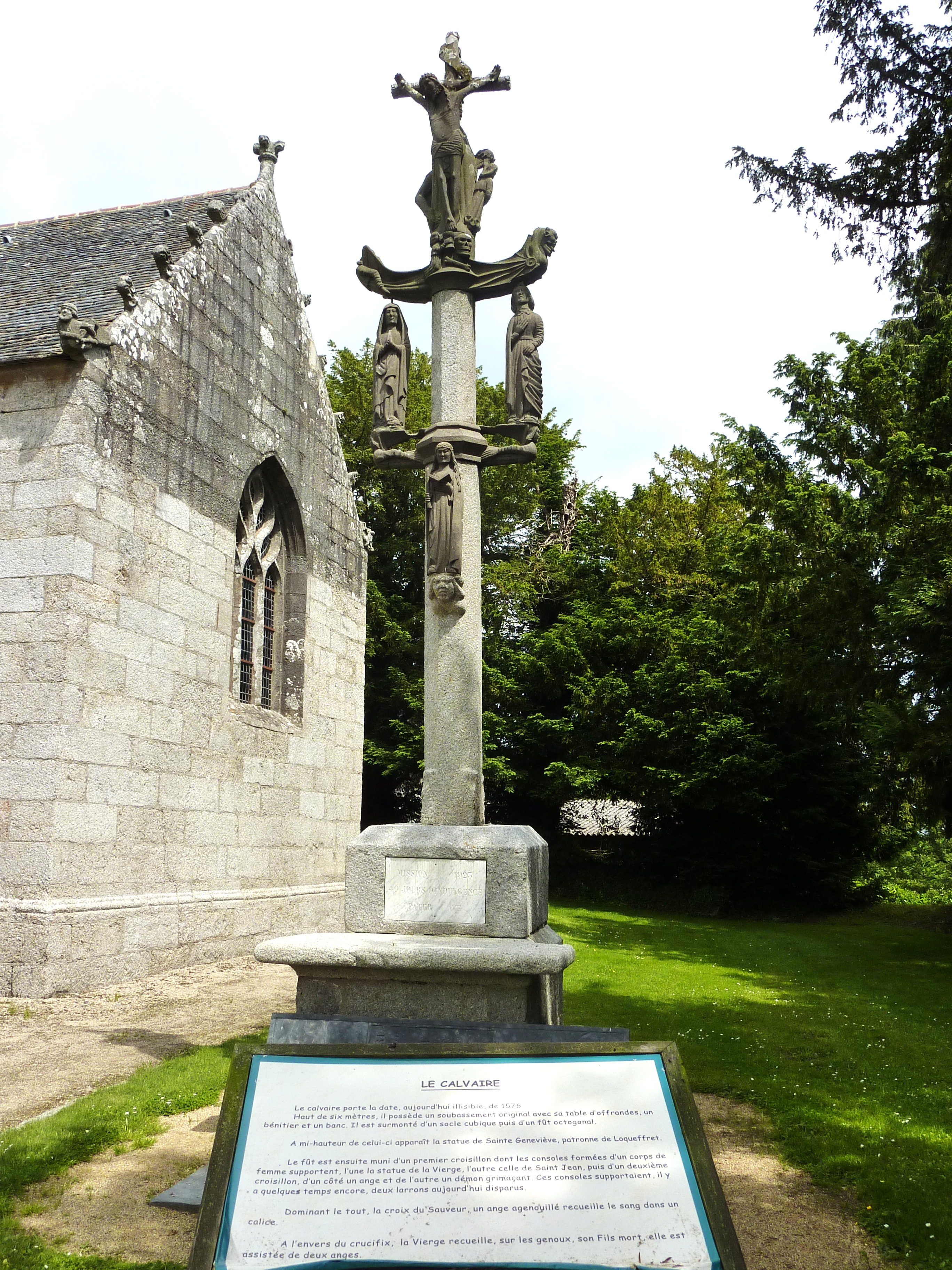
Le calvaire de l'enclos paroissial

Le calvaire, construit à la fin du XVe siècle, a pour socle une table d'offrandes et un bénitier, porte au premier croisillon une Vierge et Jean, au second des larrons qui ont disparu, alors que la croix, le large titulus et le crucifix existent encore. Le cimetière, situé légèrement à l'Est, agrandi lors du transfert du cimetière de l'église, possède deux calvaires, l'un de la fin du XVe siècle, portant des personnages, l'autre daté de 1647, pourvu de deux croisillons et d'une croix fleuronnée.